# Aristosyrphus prima
Aristosyrphus prima är en tvåvingeart som beskrevs av Charles Howard Curran 1941. Aristosyrphus prima ingår i släktet Aristosyrphus och familjen blomflugor. Inga underarter finns listade i Catalogue of Life.